# Mesaiokeras kaufmanni
Mesaiokeras kaufmanni is een eenoogkreeftjessoort uit de familie van de Mesaiokeratidae. De wetenschappelijke naam van de soort is voor het eerst geldig gepubliceerd in 1978 door Fosshagen.